# Karlsburg (Vorpommern)
Karlsburg ist eine Gemeinde im Landkreis Vorpommern-Greifswald. Die Gemeinde wird vom Amt Züssow mit Sitz in Züssow verwaltet. Die Gemeinde liegt südlich der Kreisstadt Greifswald. Mit Wirkung zum 26. Mai 2019 ging die bisherige gleichnamige Gemeinde Karlsburg in der gemeinsam mit Lühmannsdorf neugebildeten Gemeinde Karlsburg auf.

## Geografie

### Lage
Karlsburg liegt 21 Kilometer südöstlich der Kreisstadt Greifswald und 14,5 Kilometer östlich von Gützkow, nach Wolgast, dem Zugang zur Insel Usedom, sind es 19 Kilometer. Im Karlsburger Holz ist die Quelle der Swinow, die die ganze Gemeinde quert. Im Ortsteil Steinfurth beginnt der Brebowbach. Stillgewässer sind nur in Form der Sölle vorhanden.
Im Süden liegt das große Waldgebiet Karlsburger und Oldenburger Holz, im Osten das Steinfurther und Buddenhagener Holz, im Norden der Wrangelsburger Wald und der Benthorst. Damit ist Karlsburg außer im Westen von großen Waldgebieten umschlossen.

### Gemeindestruktur
| Ortsteile - Brüssow - Giesekenhagen - Jagdkrug - Karlsburg - Lühmannsdorf - Moeckow - Steinfurth - Zarnekow | Wohnplätze und Wüstungen - Kolonie Brüssow (Wohnplatz) - Moeckow-Berg, (Wohnplatz) zählt zu Moeckow - Carolinenhof, Karlsburger Meierei (Werkplatz), zählt zu Karlsburg - Hogenmöhle (Wüstung) - Krankhorst (Wüstung) - Pretschow (Wüstung) |

### Nachbargemeinden
Nachbargemeinden sind: Wrangelsburg und Katzow im Norden, Wolgast (Stadt) im Nordosten, Rubkow im Osten, Klein Bünzow im Südosten und Süden, Züssow im Südwesten und Westen sowie Groß Kiesow im Nordwesten.

## Geschichte

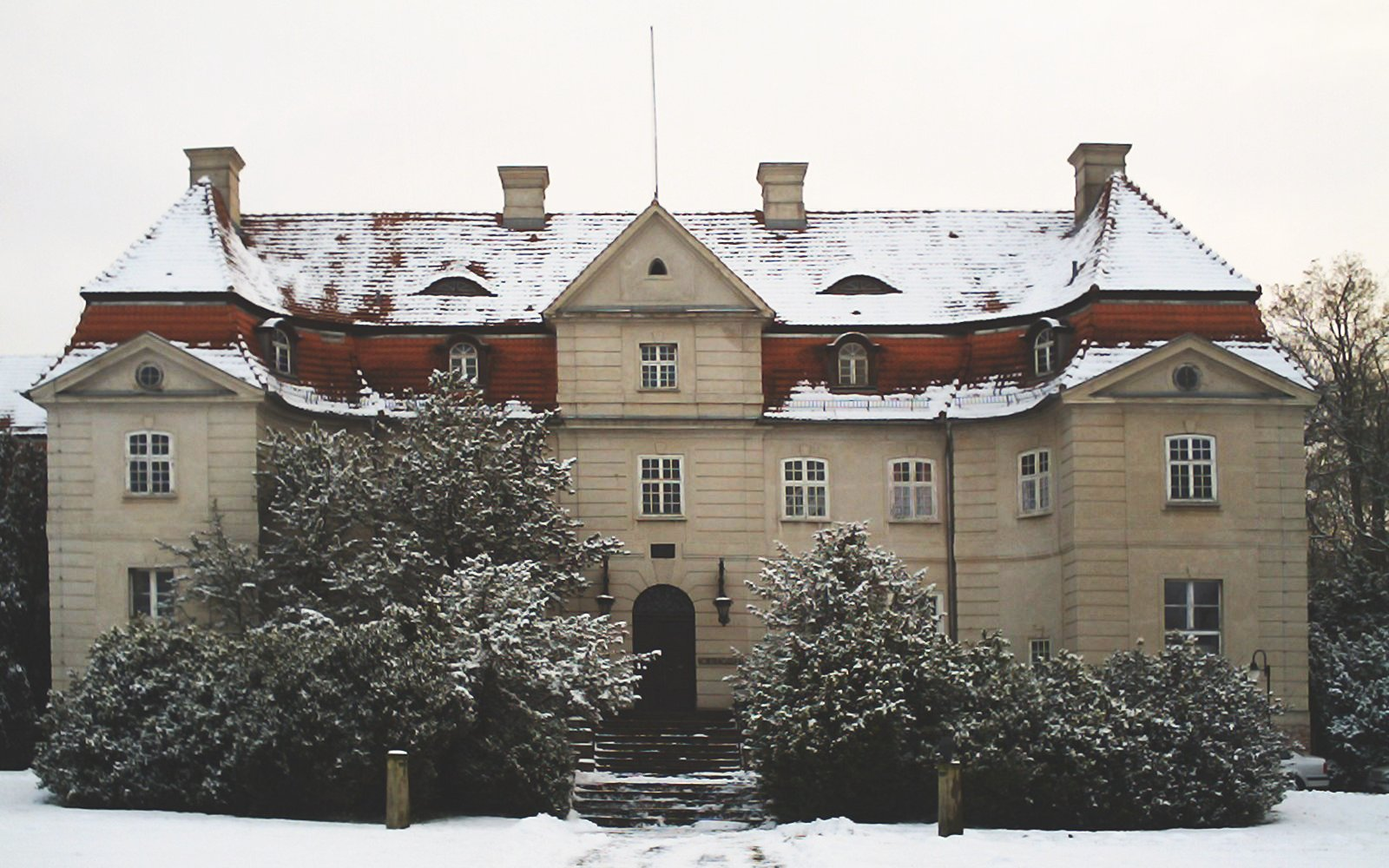
Karlsburger Schloss – Zentralflügel

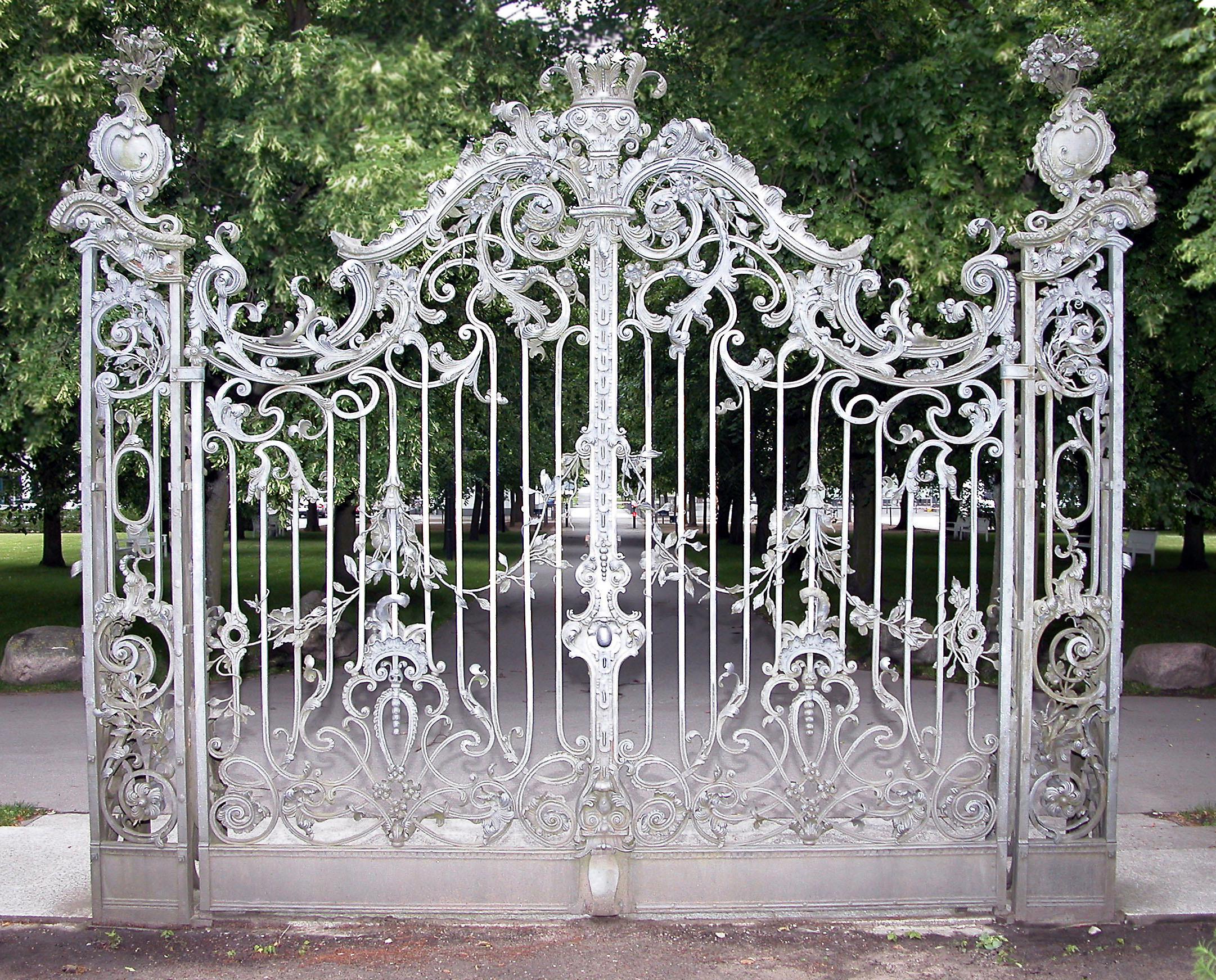
Rosentor zum Schlossareal

### Karlsburg
Karlsburg wurde erstmals 1300 als Gnatzkow urkundlich erwähnt. Da der Ort erst viel später von Gnatzkow in Karlsburg umbenannt wurde, gilt diese Eintragung auch für den Namen Karlsburg als erste urkundliche Erwähnung. Der ursprüngliche slawische Name bedeutet so viel wie ‚treiben‘ oder ‚jagen‘.
Zu Beginn gehörte das Gut Gnatzkow verschiedenen Familien, so den Horn, Schwobe, Buckow und Normann. Die Erbin Maria Lucretia von Normann heiratete 1679 Christoph von Bohlen. Dadurch kam die Familie von Bohlen in den Besitz des Gutes, sie gehörte zum Uradel von der Insel Rügen. Diese Familie wurde 1745 zu Grafen ernannt.
Nach einem Brand wurde das Schloss Karlsburg 1732 neu aufgerichtet. Stilistisch wird es zum Hochbarock des pommerschen Herrenhausbaus gezählt. Es wurde jedoch nie ganz fertiggestellt, es fehlt der westliche Flügel.
Umbenannt wurde der Ort 1771 von Gnatzkow in Carlsburg – später Karlsburg, beim Besuch des Schwedenkönigs Gustav III. zu Ehren des Besitzers Carl Julius Bernhard Reichsgraf von Bohlen (1738–1813) nach dessen erstem Vornamen.
Seit 1828, nach dem Tod Friedrich Ludwig von Bohlens (1760–1828), erbte Caroline von Bismarck-Bohlen (1798–1858) den Besitz. Bis zum Ende des Zweiten Weltkrieges gehörte das Gut und das Schloss der Familie von Bismarck-Bohlen.
1947 wurde im Schloss eine Heimstätte für Diabeteskranke eingerichtet. Daraus entwickelte sich das Zentralinstitut für Diabetes Gerhardt Katsch.
Auch nach 1990 blieb Karlsburg als Standort des aus dem Zentralinstitut entstandenen Klinikums Karlsburg ein bedeutendes medizinisches Zentrum besonders für Herz-Kreislauferkrankungen.
Karlsburg hatte einschließlich Carolinenhof am 31. Dezember 2014 811 Einwohner mit Hauptwohnung und 78 mit Nebenwohnung, am 31. Dezember 2015 823 Einwohner mit Hauptwohnung und 74 mit Nebenwohnung.

### Moeckow
Moeckow wurde erstmals 1447 als „Mogekow“ genannt. Der Name ist nicht gedeutet.
Es war ein Landgut, das bedeutet, die ritterschaftlichen Vorrechte wurden aberkannt. Besitzlich war Moeckow lange Zeit mit dem Gut Nepzin verbunden. Als Besitzer sind urkundlich genannt: 1514 Familie Barfft (auch Barfuß genannt), danach bis 1570 an von Horn, 1570 bis 1603 Rolof von Owstin, 1603 bis 1628 Christoph Nienkerken auf Ramitzow. Dann ist eine Lücke bis 1829, als König Friedrich Wilhelm III. dem C. E. Niemann als Besitzer die Landtagsfähigkeit verlieh. 1832 hatte dann Obristlieutenant von Mühlenfels das Gut bis 1844, als er an Guthknecht verkaufte, dem die Rittergut-Qualität entzogen wurde. Danach hatte Laug (Wrangelsburg) das Gut bis 1865. Er verkaufte 1865 an Lagemann, dessen Familie wohl entsprechend den Grabmalen auf dem Kirchhof in Zarnekow bis 1945 Besitzer auf Moeckow war.
Moeckow hatte mit dem Wohnplatz Moeckow-Berg 1865 176 Einwohner in 32 Familien. An Bauten waren vorhanden: 1 öffentliches Gebäude (Posthalterei mit Krug), 13 Wohn- und 16 Wirtschaftsgebäude, sowie 1 Fabrik (wohl Brennerei).
Moeckow hatte einschließlich Moeckow-Berg am 31. Dezember 2014 181 Einwohner mit Hauptwohnung und 3 mit Nebenwohnung, am 31. Dezember 2015 184 Einwohner mit Hauptwohnung und 3 mit Nebenwohnung.
Moeckow-Berg (Wohnplatz)
Moeckow-Berg wurde erstmals 1928 als Möckowberg genannt. Dieser Ortsteil wurde etwa 1835 beim Bau der Steinbahn Anklam – Greifswald (B 109) mit dem Abzweig nach Wolgast angelegt, als dort ein Chausseehaus und ein Gasthof errichtet wurden. Erst um 1850 entstand dann von dort aus die Verbindung nach Züssow und weiter nach Gützkow (B 111) zur Steinbahn Greifswald – Altentreptow (B 96). Bis zum Bau der Eisenbahnstrecke in Züssow befand sich hier eine wichtige Poststation (Postkutschen – Pferdewechsel). In der Neuzeit entstand dann der hohe Mast des Senders Züssow. Bis in die 1970er Jahre war dort ein hoher hölzerner Turm als geodätischer Messpunkt. Das Chausseehaus ist derzeit Wohnhaus und Station des Straßendienstes (Stand 2018) und der seit langem geschlossene Krug ist ein Öko-Bauernhof mit Hofladen. Nordöstlich vom Ortsteil befindet sich ein großer Salzstock, der geodätisch untersucht wurde, ob dort ein unterirdischer Speicher für Erdgas angelegt werden könnte.

### Steinfurth

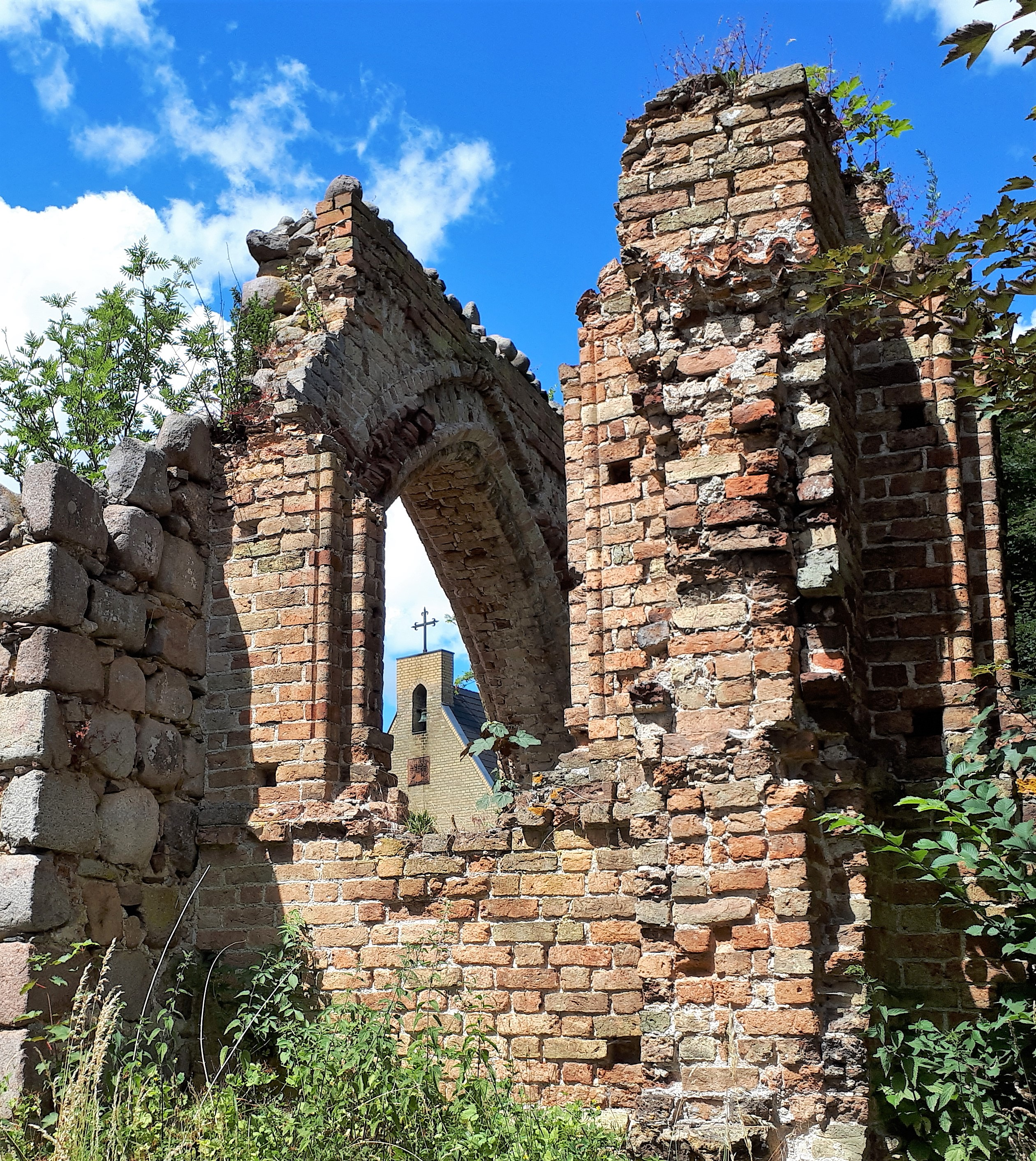
Steinfurther Kirchenruine mit Begräbniskapelle der Familie von Bismarck-Bohlen

Steinfurth wurde als Stenvorde 1405 erstmals urkundlich erwähnt. Steinfurth ist eine frühdeutsche Gründung, der Name leitet sich von den vielen Findlingen und Geröllen ab, die in der Umgebung massenweise auftreten. Sie wurden oftmals als Steinriegel – niedrige lockere Trockenmauern, meistens als Begrenzung für alte Viehkoppeln angelegt. Sie sind noch heute zu sehen, obwohl sie oft mit Hecken und Baumreihen überwachsen sind. Der Namensteil Furth ist nicht erklärbar, denn es gibt nur unbedeutende Gräben in der Umgebung.
Im Ort befindet sich eine Kirchenruine als Bodendenkmal des Mittelalters. Die Kirchenruine wurde urkundlich 1492 als bestehende Kirche der Parochie Steenvort erwähnt.
Steinfurth war ein Rittergut, welches zum Karlsburger Besitztum der Grafen Bismarck-Bohlen gehörte. 1858 ließ Theodor von Bismarck Bohlen für seine in Venedig verstorbene Frau Caroline eine Grabkapelle in Steinfurth neben der alten Kirchenruine errichten, in der sie am 24. Juli 1859 beigesetzt wurde. Im Gruftkeller befinden sich die Särge der Familie; das ist in der Gegend ungewöhnlich, denn 1945 haben die Besatzungstruppen der Roten Armee sonst die dort enthaltenen Särge „entleert“ und für die Rückführung ihrer gefallenen Offiziere verwendet. Östlich der Kapelle schließt sich die Grabstätte der Familie Bismarck-Bohlen an, auch mit den Grabstätten einiger langjähriger Bediensteter.
Das eingeschossige, 12-achsige 4-Wohnungshaus stammt von 1911, entworfen von dem Grafen Klinckowström. Das ehemalige Gutshaus befindet sich am Ende des Dorfes und verfällt leider zunehmend.
Nachdem Fritz Ulrich von Bismarck-Bohlen das Steinfurther Gut an die Stettiner Siedlungsgesellschaft verkauft hatte, wurde Steinfurth 1935 aufgesiedelt. Es entstanden 21 neue Wohnhäuser mit Stall und jeweils einer Scheune entlang der Dorfstrasse Richtung Bahnhof.
2009 gab es auf der Strecke der Gasleitung OPAL einen Neufund, ca. 40 fast vollständig erhaltene Urnen aus dem Neolithikum und auch Siedlungsfunde. Überlagert werden diese neolithischen Funde von kaiserzeitlichen bis slawischen Funden, diese belegen die durchgehende Besiedlung der Dorfumgebung.
Das Kulturhaus von Steinfurth wurde 1955 von den Bauern der örtlichen Landwirtschaftliche Produktionsgenossenschaft (LPG) errichtet. Nach 1991 stand das Haus leer, wurde mehrfach verkauft und nach 2011 saniert.
Die nahe gelegene 1963 erbaute Halle der ehemaligen MTS wurde renoviert und wird als Ausstellungsort, Theater- und Konzertsaal genutzt.
Das Kulturhaus-Steinfurth war Gewinner des Wettbewerbs Stars im Dorf 2018 und erhielt den vom Nordkurier gestifteten Spielstättenpreis der Festspiele Mecklenburg-Vorpommern.
Steinfurth wurde am 1. Juli 1950 eingemeindet.
1865 hatte der Ort 81 Einwohner in 15 Familien. An Bauten waren vorhanden: 1 Kirche (Kapelle), 7 Wohn- und 11 Wirtschaftsgebäude.

2015 hatte Steinfurth 151 Einwohner mit Hauptwohnung und 11 mit Nebenwohnung.

### Zarnekow

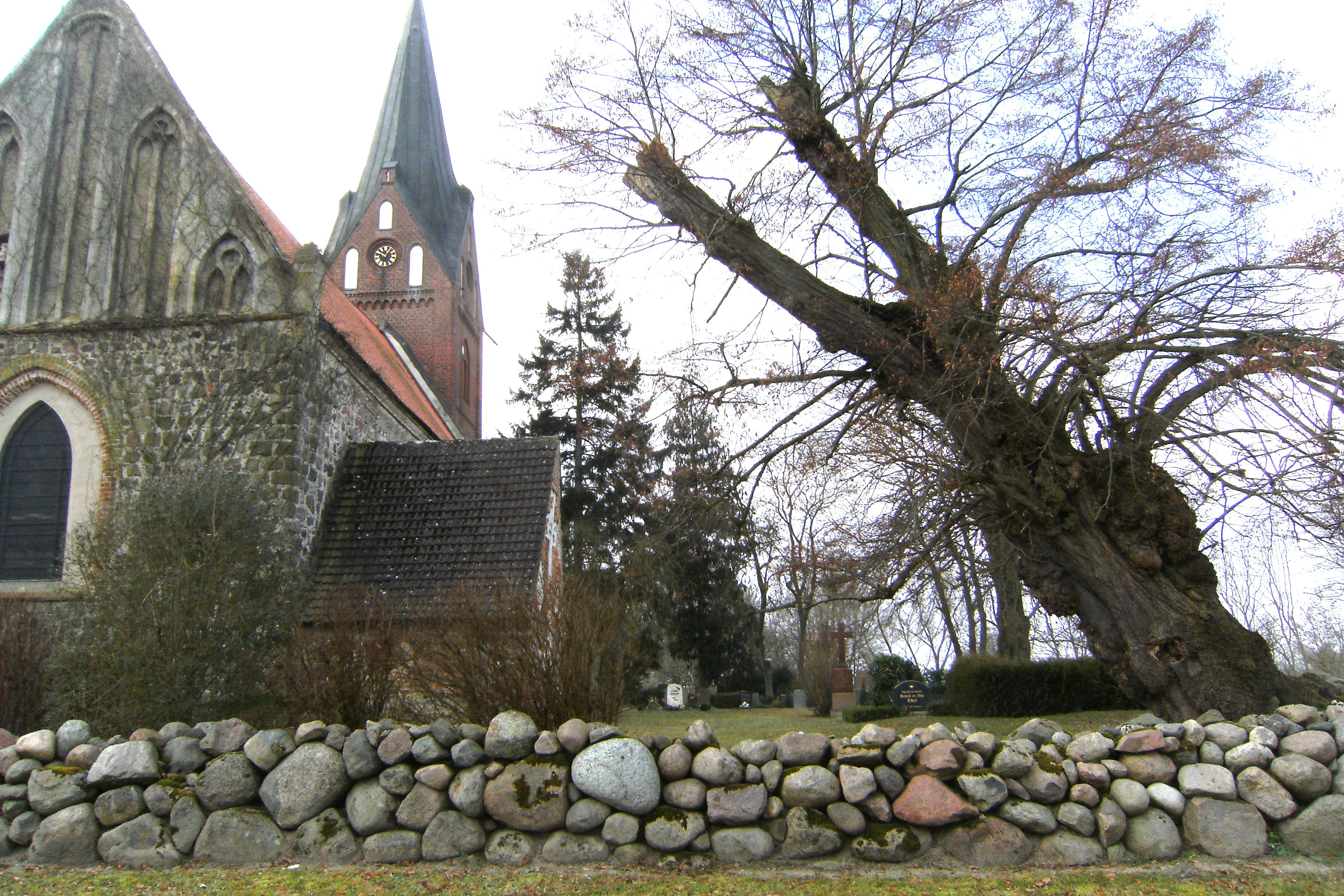
Kirchhof und Kirche Zarnekow

Zarnekow wurde erstmals 1415 als Sarnekow urkundlich erwähnt. Der Name bedeutet im slawischen Sprachgebrauch so viel wie schwarz oder unglücklich.
Zarnekow war ein Bauern- und Büdnerdorf sowie Kirch- und Pfarrort. Im Hausbuch der Grafen von Bismarck-Bohlen wird erwähnt, dass 1737 der Rittmeister von Netzow fünf Bauernhöfe an den Regierungsrat von Bohlen in Gnatzkow verkauft hat. In der Zarnekower Kirche  befand sich die Bohlensche Gruft. Die Familie Bismarck-Bohlen ließ 1840 das Pfarrhaus renovieren,  stiftete 1861 eine neue Orgel, führte 1889 den Umbau der Zarnekower Kirche durch und erfüllte ein für den Turmbau der Kirche  bestimmtes Legat des gräflichen Dieners Holst aus. 1894 stiftete die verwitwete Gräfin Helene von Bismarck-Bohlen, bevor sie Karlsburg verließ, eine Turmuhr.

Einige Ländereien gehören zur Kirchgemeinde des Ortes, drei Bauernhöfe gehörten der St. Petri-Kirche zu Wolgast.
Zarnekow wurde am 1. Juli 1950 eingemeindet.
Zarnekow hatte 1865 107 Einwohner in 19 Familien. An Bauten waren vorhanden: 1 Kirche, 1 Schule, 12 Wohn- und 20 Wirtschaftsgebäude.
Zarnekow hatte am 31. Dezember 2015 117 Einwohner mit Hauptwohnung und 3 mit Nebenwohnung.
Carolinenhof, Karlsburger Meierei (Werkplatz)
Es wurde in Gemeindeverzeichnissen erstmals 1957 genannt. Es wurde als „Karlsburger Meierei“ aber bereits im MTB 1880 und noch später im MTB 1920 als Vorwerk zum Karlsburger Gut der Familie von Bismarck-Bohlen aufgezeichnet.
Aktuell wird das ehemalige Vorwerk durch Wohnbebauungen nach 1945 und später auch von der Anlage her mit Karlsburg verbunden.
Krankhorst (Wüstung)
Krankhorst wurde 1782 erstmals urkundlich erwähnt. Es lag nordöstlich von Karlsburg wird aber danach, nur ein Flurname bleibt erhalten. Nach einer Karte von um 1900 mit den Karlsburger Gütern liegt der Kranken Horst im Steinfurther Wald zwischen Mittelkamp und Zimmermannsschonung.
Pretschow (Wüstung)
Als Pretzkow 1485 erstmals erwähnt kann der Name der slawischen Gründung nicht gedeutet werden. 1782 wurde der Ort letztmals genannt, danach wohl wüst. Die Lage ist nicht genau lokalisiert, aber ein Flurname aus der PUM (Preuß. Urmesstischblatt 1835) weist auf den Ort südlich von Karlsburg nahe der B 109.  Im Hausbuch der Grafen von Bismarck-Bohlen wird der Name Pretzkow bzw. Pretschkow  öfters genannt und zwar in Verbindung mit der Beschreibung örtlicher Begebenheiten. Pretzkow gehörte demnach zu den Karlsburger Gütern. Jetzt sind dort ausgedehnte Waldgebiete des Karlsburger Holzes.
Hogenmöhle (Wüstung)
Hogenmöhle wurde 1585 und 1618 urkundlich genannt. Es ist nicht genau zu lokalisieren, wird aber zwischen Brüssow und Moeckow angegeben. Dort lag leicht nordöstlich des höchsten Punktes der ganzen Umgebung (54,8 m über HNN) eine archäologisch nachgewiesene slawische Siedlung. Der Name Hogenmöhle bedeutet im plattdeutschen Sprachgebrauch hohe Mühle. Auf diesem Punkt stand zu DDR-Zeiten ein hoher hölzerner Turm als trigonometrischer Punkt. Er brach in den 1980er Jahren zusammen. Auf solchen Punkten stand in alter Zeit oft eine Windmühle, sie ist an der Grenze zu Wrangelsburg in der schwedischen Matrikelkarte von 1694 verzeichnet. Damit ist die Ortslage dort zu vermuten.

## Bevölkerung
| Jahr | Einwohner |
| ---- | --------- |
| 1990 | 1594      |
| 1995 | 1551      |
| 2000 | 1572      |
| 2005 | 1520      |
| 2010 | 1364      |
| 2015 | 1263      |

| Jahr | Einwohner |
| ---- | --------- |
| 2020 | 1841      |
| 2021 | 1845      |
| 2022 | 1874      |
| 2023 | 1846      |

 Stand: 31. Dezember des jeweiligen Jahres

## Politik

### Gemeindevertretung
Die Gemeindevertretung von Karlsburg besteht aus 12 Mitgliedern. Die Kommunalwahl am 9. Juni 2024 führte bei einer Wahlbeteiligung von 65,8 % zu folgendem Ergebnis:
| Partei / Wählergruppe              | Stimmenanteil 2019 | Sitze 2019 |  | Stimmenanteil 2024 | Sitze 2024 |
| ---------------------------------- | ------------------ | ---------- |  | ------------------ | ---------- |
| Wählergemeinschaft Karlsburg (WGK) | 46,1 %             | 8          |  | 42,8 %             | 5          |
| Lühmannsdorf-aktiv                 | 26,7 %             | 4          |  | 39,2 %             | 5          |
| CDU                                | 08,2 %             | 1          |  | 08,5 %             | 1          |
| Einzelbewerber Christoph Zillmann  | –                  | –          |  | 07,2 %             | 1          |
| Einzelbewerberin Marion Wilke      | –                  | –          |  | 02,2 %             | –          |
| Bürgerbündnis Karlsburg (BBK)      | 12,3 %             | 2          |  | –                  | –          |
| Einzelbewerberin Kathrin Richert   | 04,8 %             | 1          |  | –                  | –          |
| Einzelbewerberin Nadine Lange      | 01,9 %             | –          |  | –                  | –          |
| Insgesamt                          | 100 %              | 16         |  | 100 %              | 12         |

### Bürgermeister
- seit 2019: Mathias Bartoszewski (Wählergemeinschaft Karlsburg)

Am 26. Mai 2019 wurde Bartoszewski mit 70,9 % der gültigen Stimmen gewählt. Bei der Bürgermeisterwahl am 9. Juni 2024 wurde er ohne Gegenkandidat mit 77,0 % der gültigen Stimmen in seinem Amt bestätigt. Seine Amtszeit beträgt fünf Jahre.

### Wappen, Flagge, Dienstsiegel
Die Gemeinde verfügt über kein amtlich genehmigtes Hoheitszeichen, weder Wappen noch Flagge. Als Dienstsiegel wird das kleine Landessiegel mit dem Wappenbild des Landesteils Vorpommern geführt. Es zeigt einen aufgerichteten Greifen mit aufgeworfenem Schweif und der Umschrift „GEMEINDE KARLSBURG * LANDKREIS VORPOMMERN-GREIFSWALD“.
Wappen des Ortsteils Karlsburg
| Wappen von Karlsburg | Blasonierung: „In Silber eine eingebogene rote Spitze, belegt mit einem offenen silbernen Stufengiebel aus fünf Steinen, aus dem ein golden gezungter und bewehrter silberner Greif wächst; vorn ein roter Äskulapstab; hinten eine rote Ähre.“ |
| Wappen von Karlsburg | Wappenbegründung: In dem Wappen soll mit dem aus dem Stufengiebel wachsenden Greifen, der unter Veränderung der Tingierung dem Wappen der Familie der Grafen von Bismarck-Bohlen entlehnt wurde, an die letzten Besitzer von Karlsburg vor 1945 erinnert werden. Während der Äskulapstab für das bekannte Diabetiker-Sanatorium steht, deutet die Ähre auf die dominierende Rolle der Landwirtschaft in dem Ort hin. Das Wappen wurde nach Ideen des Quedlinburgers Udo Glathe und des Karlsburgers Peter Heinke gestaltet. Es wurde am 14. März 1985 durch die Gemeindevertretung angenommen und unter der Nr. 35 der Wappenrolle des Landes Mecklenburg-Vorpommern registriert. |

Flagge des Ortsteils Karlsburg
Die Flagge ist gleichmäßig längs gestreift von Rot und Weiß. In der Mitte des Flaggentuchs liegt, auf jeweils zwei Drittel der Höhe des roten und des weißen Streifens übergreifend, das Gemeindewappen. Die Länge des Flaggentuchs verhält sich zur Höhe wie 5:3.

## Sehenswürdigkeiten

### Bauwerke
- Schloss Karlsburg
- Das Rosentor vor Schloss Karlsburg, eine berühmte Kunstschmiedearbeit
- Grabkapelle Steinfurth mit Mausoleumskeller und Gedenksteinen der Familie von Bismarck-Bohlen
- Kirchenruine Steinfurth
- Kirche Zarnekow
- Gutsanlage Moeckow mit Park und Turmhügel
- Der Sender Züssow hat einen 190 Meter hohen, abgespannten Sendemast der Deutschen Telekom AG südöstlich der Kreuzung Moeckow-Berg der B 111 und B 109. Nach Angaben im Internet ist er aber derzeit deaktiviert.

### Grünflächen und Naherholung
- Schlosspark Karlsburg im Stil als englischer Landschaftspark, mit vielen Einzel-Elementen, wie Skulptur in Gestaltungsgruppe, Menhir in der Südostecke, Turmhügel auf Teichinsel usw.
- Karlsburger Holz mit Wegesteinen, Duellstein, Königseiche, Kesselmoor, Kreuzung und Rast- und Grillplatz Spinne

## Wirtschaft und Infrastruktur

### Unternehmen
Wichtigster Arbeitgeber in der ganzen Umgebung ist das Klinikum Karlsburg mit den Spezialisierungen Diabetes und Gefäßchirurgie. Diese Einrichtung wurde ständig erweitert und modernisiert.
Durch die nördliche Gemarkung verläuft die Gasleitung OPAL von Wrangelsburg kommend bei Moeckow-Berg und Steinfurth weiter in Richtung Süden.
Das Oldenburger Energieversorgungsunternehmen EWE AG hat mit aufwendigen Methoden geprüft, ob sich der Salzstock nordöstlich beim Karlsburger Ortsteil Moeckow bzw. Moeckow-Berg als Erdgasspeicher eignet. Die Messungen hatten ein positives Ergebnis. In diesem soll dann über die Ostseepipeline bzw. deren Zweig OPAL gepumptes Erdgas gespeichert werden. Eine Realisierung ist bislang nicht erfolgt.
Ansonsten ist die Gemeinde im Wesentlichen landwirtschaftlich geprägt. Durch die genannten großen Waldgebiete ist auch die Forstwirtschaft stark vertreten.
Die größeren Betriebe (Klinikum, Landwirtschaft usw.) bewirkten das Ansiedeln von weiteren Handels-, Zuliefer-, Service- und Gewerbebetrieben.

### Verkehr
Durch die Gemeinde verlaufen die B 109 und die B 111, die sich beim Ortsteil Moeckow-Berg kreuzen. Karlsburg besitzt einen Haltepunkt an der Bahnstrecke Züssow–Wolgast Hafen.

## Söhne und Töchter der Gemeinde
- Ernst Sauer (1799–1873), Orgelbauer
- Friedrich Alexander von Bismarck-Bohlen (1818–1894), preußischer General der Kavallerie
- Friedrich von Loesewitz (1819–1908), Reichstags- und Landtagsabgeordneter
- Julius Worpitzky (1835–1895), Mathematiker und Gymnasiallehrer in Berlin
- Christian-Friedrich Dallmann (* 1955), Pianist und Hornist
- Sascha Gluth (* 1970), Schauspieler